# 宮古牛
宮古牛（みやこぎゅう）は、多良間村を含む沖縄県宮古地域で15か月以上肥育した黒毛和種を指す。肉質等級4等級以上のものを特選、2・3等級を準特選としている。子牛のうちに内地に出荷され有名ブランドの牛へと変わる。これはもっとも飼育期間の長かった場所が原産地となるため、肉本来の旨みとしては有名ブランドに引けを取らない味わいを持つ肉牛であると言える。